# Шавлія мускатна
Шавлі́я мускатна (Salvia sclarea) — вид багаторічних трав'янистих рослин або півкущів родини губоцвітих.

## Загальні відомості
Стебло червонувате, висотою близько 60 сантиметрів, листя великі, серцеподібні. Вважається, що батьківщина рослини Європа. У дикому вигляді зустрічається в Іспанії, Італії, Румунії, Франції, на Кавказі, в Середній Азії, Казахстані, Причорномор'ї.
Квітки в кільцях, прицвітки рожеві, віночки світлі, голубуваті, завдовжки 2-2,5 см. Цвіте в червні та липні. Виділення нектару інтенсивне, бджоли і джмелі охоче збирають нектар. Із квітів добувають цінну ефірну олію, яку використовують в парфумерії, для ароматизації вин, кулінарії. Листя використовується в медицині для полоскання.